# Natura 2000-område nr. 173 Smålandsfarvandet nord for Lolland, Guldborgsund, Bøtø Nor og Hyllekrog-Rødsand
Natura 2000-område nr. 173 Smålandsfarvandet nord for Lolland, Guldborgsund, Bøtø Nor og Hyllekrog-Rødsand   er et Natura 2000-område der består af habitatområderne H152 og fuglebeskyttelsesområderne F82, F83, F85 og F86 har et areal på    79.069 hektar, som overvejende er marint.  Det omfatter hele den sydlige del af Smålandsfarvandet, går  ned gennem det smalle
Guldborgsund og udvider sig igen, først i Bredningen, syd for Nykøbing Falster, for til sidst at dække hele farvandet indenfor sandrevlerne Rødsand og Hyllekrogtangen, samt længst mod syd et  smalt stykke af Femern Bælt. Store dele af området er tillige Ramsarområde.
De marine naturtyper rummer føde for internationalt beskyttelseskrævende fuglearter som  oversomrende og rastende flokke af svaner, ænder og gæs samt en række kystfugle.
Spættet sæl og gråsæl yngler  i området, og et område omkring Rødsand er udpeget som
sælreservat. Her er et særligt nationalt ansvar, da det er et af de meget få steder i Danmark,
gråsælen yngler. Sælerne er knyttet til marine områder med sandbanker og sandrevler.
Der er en del øer og holme i området; På de største øer  Fejø og Femø er det dog kun kyststrækningerne der indgår i Natura 2000-området.
Natura 2000-området ligger   i Vandområdedistrikt II Sjælland  i vandplanomåde  2.5 Smålandsfarvandet.  i  Guldborgsund og Lolland kommuner.

## Søer
Fladet ved Tårs er en sø på 15,9 ha der i vandplanen for området identificeret under betegnelsen kystlaguner og strandsøer. Den fungerer som vildtreservat og er en større lavvandet fersk strandsø med blød sandbund. En anden sø er Kallø Grå der har et areal på 5,2 ha er et tidligere bundfældningsbassin anvendt af Sakskøbing Sukkerfabrik til rensning af spildevandet fra sukkerporduktionen. 

## Fredninger
Ved  Hyllekrog og Saksfjed Inddæmning 
blev  et cirka 1150 ha stort område fredet i 1989. Vandområdet nord og øst for Hyllekrog indgår i et 7.500 ha stort vildtreservat oprettet i 2000 med henblik på begrænsninger i jagten. Området omfatter hovedsagelig privatejede arealer, men også arealer, der tilhører Det Lollandske Digelaug,  staten, og i 1995 erhvervede Fugleværnsfonden under Dansk Ornitologisk Forening et område på 163 ha. 
Den centrale del af Bøtø Nor blev fredet i 1976. Ca. 175 ha omkring Nørresø i området kom ind under fredningen, og i den forbindelse blev 105 ha afstået til staten. Naturstyrelsen har lige siden stået for driften af arealerne, under navnet Bøtø Nor Reservatet, der er et er et vådområde med enge, rørskov og småsøer.